# مبرهنة التقارب المحدود
في نظرية القياس، توفر مبرهنة التقارب المحدود للوبيغ شروطًا كافية والتي بموجبها يشير تقارب سلسلة من الوظائف في كل مكان تقريبًا إلى التقارب في قاعدة L 1 . تعد قوتها وفائدتها من المزايا النظرية الأساسية لتكامل لوبيغ على تكامل ريمان. بالإضافة إلى ظهوره المتكرر في التحليل الرياضي والمعادلات التفاضلية الجزئية، فإنه يستخدم على نطاق واسع في نظرية الاحتمالات، لأنه يعطي شرطًا كافيًا لتقارب القيم المتوقعة للمتغيرات العشوائية.

## المبرهنة
مبرهنة التقارب المحدود ليبسج.  يترك {\displaystyle (f_{n})} تكون سلسلة من الوظائف ذات القيمة المعقدة والقابلة للقياس على فضاء قياس {\displaystyle (S,\Sigma ,\mu )} . افترض أن التسلسل يتقارب بشكل نقطي مع دالة {\displaystyle f} وتهيمن عليها بعض الوظائف القابلة للتكامل {\displaystyle g} بمعنى أن
{\displaystyle |f_{n}(x)|\leq g(x)}
لجميع الأرقام ن في مجموعة الفهرس للتسلسل وجميع النقاط {\displaystyle x\in S} . إذن، f قابلة للتكامل (بمعنى لوبيغ) و
{\displaystyle \lim _{n\to \infty }\int _{S}|f_{n}-f|\,d\mu =0}
مما يعني أيضًا
{\displaystyle \lim _{n\to \infty }\int _{S}f_{n}\,d\mu =\int _{S}f\,d\mu }
ملاحظة 1. العبارة «g قابلة للتكامل» تعني تلك الوظيفة القابلة للقياس {\displaystyle g} هل لوبيغ قابل للتكامل؛ بمعنى آخر
{\displaystyle \int _{S}|g|\,d\mu <\infty .}
ملاحظة 2. تقارب التسلسل والهيمنة بها {\displaystyle g} يمكن استرخاء لعقد فقط μ- في كل مكان تقريبًا بشرط أن تكون فضاء القياس (S, Σ, μ) كاملة أو {\displaystyle f} يتم اختياره كوظيفة قابلة للقياس توافق μ-almost مع الحد النقطي الموجود في كل مكان μ-almost . (هذه الاحتياطات ضرورية، لأنه بخلاف ذلك قد توجد مجموعة فرعية غير قابلة للقياس من مجموعة μ-null N ∈ Σ ، وبالتالي {\displaystyle f} قد لا تكون قابلة للقياس.)
ملاحظة 3. إذا {\displaystyle \mu (S)<\infty } ، شرط وجود دالة سائدة قابلة للتكامل {\displaystyle g} يمكن تخفيفها إلى تكامل منتظم للتسلسل (f n)، انظر نظرية التقارب Vitali .
ملاحظة 4. في حين {\displaystyle f} هل لوبيغ قابل للتكامل، فهو ليس ريمان قابلاً للتكامل بشكل عام. على سبيل المثال، خذ f n ليتم تعريفها في {\displaystyle [0,1]} بحيث يكون واحدًا في عدد نسبي من النموذج {\displaystyle k/m} ، مع k و m coprime و {\displaystyle m>n} ، وصفر في كل مكان آخر. تتقارب السلسلة (f n) بشكل نقطي إلى 0، لذا فإن f تساوي صفرًا بشكل مماثل، ولكن {\displaystyle |f_{n}-f|=f_{n}} ريمان غير قابل للتكامل، لأن صورته في كل فترة زمنية محدودة {\displaystyle \{0,1\}} وبالتالي فإن تكامل Darboux العلوي والسفلي هما 1 و 0 على التوالي.

## برهان إثبات
بدون فقدان العمومية، يمكن للمرء أن يفترض أن f حقيقية، لأنه يمكن للمرء أن يقسم f إلى أجزائه الحقيقية والخيالية (تذكر أن سلسلة من الأعداد المركبة تتقارب إذا وفقط في حالة تقارب نظرائها الحقيقيين والخياليين) وتطبيق متباينة المثلث في نهاية المطاف.
إن نظرية التقارب المهيمن لدى ليبسج هي حالة خاصة من نظرية فاتو ليبزيج. ومع ذلك، يوجد أدناه دليل مباشر يستخدم فاتو ليمما كأداة أساسية.
نظرًا لأن f هو الحد النقطي للتسلسل (f n) للوظائف القابلة للقياس التي تهيمن عليها g ، فهي أيضًا قابلة للقياس وتهيمن عليها g ، وبالتالي فهي قابلة للتكامل. علاوة على ذلك، (ستكون هناك حاجة إلى هذه لاحقًا)،
{\displaystyle |f-f_{n}|\leq |f|+|f_{n}|\leq 2g}
لكل n وايضًا
{\displaystyle \limsup _{n\to \infty }|f-f_{n}|=0.}
والثاني صحيح تمامًا (حسب تعريف f). باستخدام الخطية والرتابة لتكامل لوبيغ ،
{\displaystyle \left|\int _{S}{f\,d\mu }-\int _{S}{f_{n}\,d\mu }\right|=\left|\int _{S}{(f-f_{n})\,d\mu }\right|\leq \int _{S}{|f-f_{n}|\,d\mu }.}
بالعكس فاتو ليما (هنا نستخدم حقيقة أن | f - f n | مقيد بدالة قابلة للتكامل)
{\displaystyle \limsup _{n\to \infty }\int _{S}|f-f_{n}|\,d\mu \leq \int _{S}\limsup _{n\to \infty }|f-f_{n}|\,d\mu =0,}
مما يعني أن الحد موجود ويختفي أي
{\displaystyle \lim _{n\to \infty }\int _{S}|f-f_{n}|\,d\mu =0.}
أخيرًا، بما أن
{\displaystyle \lim _{n\to \infty }\left|\int _{S}fd\mu -\int _{S}f_{n}d\mu \right|\leq \lim _{n\to \infty }\int _{S}|f-f_{n}|\,d\mu =0.}
لدينا
{\displaystyle \lim _{n\to \infty }\int _{S}f_{n}\,d\mu =\int _{S}f\,d\mu .}
النظرية تتبع الآن.
إذا كانت الافتراضات تصمد فقط في كل مكان μ-almost ، فهناك مجموعة μ-null N ∈ Σ بحيث تفي الوظائف f n 1 S \ N بالافتراضات في كل مكان على اس . ثم يتم تعريف الدالة f (x) على أنها الحد النقطي لـ f n (x) لـ x ∈ S \ N وبواسطة f(x) = 0 لـ x ∈ N ، قابلة للقياس وهي الحد النقطي لتسلسل الوظيفة المعدلة. لا تتأثر قيم هذه التكاملات بهذه التغييرات على التكامل في هذه المجموعة μ-null N ، لذلك تستمر النظرية في الصمود.
يظل DCT ثابتًا حتى إذا تقارب f n إلى f في المقياس (مقياس محدود) وكانت الوظيفة المسيطرة غير سالبة في كل مكان تقريبًا.

## مناقشة الافتراضات
لا يمكن الاستغناء عن الافتراض القائل بأن التسلسل يسيطر عليه بعض g القابلة للتكامل. يمكن رؤية هذا على النحو التالي: حدد fn(x) = n لـ x في الفاصل الزمني (0, 1/n] و fn(x) = 0 وإلا. أي g تهيمن على التسلسل يجب أن تهيمن أيضًا على النقطة العليا العليا h = supn fn . لاحظ ان
{\displaystyle \int _{0}^{1}h(x)\,dx\geq \int _{\frac {1}{m}}^{1}{h(x)\,dx}=\sum _{n=1}^{m-1}\int _{\left({\frac {1}{n+1}},{\frac {1}{n}}\right]}{h(x)\,dx}\geq \sum _{n=1}^{m-1}\int _{\left({\frac {1}{n+1}},{\frac {1}{n}}\right]}{n\,dx}=\sum _{n=1}^{m-1}{\frac {1}{n+1}}\to \infty \qquad {\text{as }}m\to \infty }
من خلال تباعد السلسلة التوافقية. ومن ثم، فإن رتابة تكامل لوبيغ تخبرنا أنه لا توجد دالة قابلة للتكامل تهيمن على التسلسل في [0,1]. يظهر الحساب المباشر أن التكامل والحد النقطي لا ينتقلان لهذا التسلسل:
{\displaystyle \int _{0}^{1}\lim _{n\to \infty }f_{n}(x)\,dx=0\neq 1=\lim _{n\to \infty }\int _{0}^{1}f_{n}(x)\,dx,}
لأن الحد النقطي للتسلسل هو دالة الصفر. لاحظ أن التسلسل (f n) غير قابل للتكامل بشكل موحد، وبالتالي فإن نظرية التقارب Vitali غير قابلة للتطبيق.

## نظرية التقارب المحدود
إحدى النتائج الطبيعية لنظرية التقارب السائدة هي نظرية التقارب المحدود ، والتي تنص على أنه إذا كانت (f n) عبارة عن سلسلة من الدوال المعقدة ذات القيمة المعقدة والقابلة للقياس والتي تتقارب بشكل نقطي على فضاء قياس محدودة (S, Σ, μ) (أي واحد حيث تكون μ (S) محدودة) للدالة f ، فإن الحد f هو دالة قابلة للتكامل و
{\displaystyle \lim _{n\to \infty }\int _{S}{f_{n}\,d\mu }=\int _{S}{f\,d\mu }.}
ملاحظة: يمكن تخفيف التقارب النقطي والحدود الموحدة للتسلسل ليحمل فقط μ- في كل مكان تقريبًا، بشرط أن تكون فضاء القياس (S, Σ, μ) كاملة أو يتم اختيار f كوظيفة قابلة للقياس توافق μ في كل مكان تقريبًا مع الحد النقطي الموجود μ-almost .

### برهان- إثبات
نظرًا لأن التسلسل مقيد بشكل موحد، فهناك رقم حقيقي M مثل هذا |fn(x)| ≤ M لكل x ∈ S ولجميع n . حدد g(x) = M لكل x ∈ S ثم يهيمن على التسلسل g . علاوة على ذلك، فإن g قابلة للتكامل لأنها دالة ثابتة على مجموعة من القياسات المحدودة. لذلك، تأتي النتيجة من نظرية التقارب المهيمنة.
إذا كانت الافتراضات تصمد فقط في كل مكان μ-almost ، فهناك مجموعة μ-null N ∈ Σ بحيث تفي الوظائف f n 1 S \ N بالافتراضات في كل مكان على اس .